# Martina Eckardt
Martina Eckardt (* 12. Januar 1967 in Kronach) ist eine deutsche Ökonomin und Professorin für Volkswirtschaftslehre, insbes. Finanzwissenschaft an der Andrássy Universität Budapest.

## Leben
1992 wurde sie Diplom-Volkswirtin an der Friedrich-Alexander-Universität Erlangen-Nürnberg und erwarb 1998 den Dr. rer. pol. an der Friedrich-Schiller-Universität Jena. Von 1993 bis 1998 war sie wissenschaftliche Mitarbeiterin an der Otto-Friedrich-Universität Bamberg. Von 1998 bis 1999 war sie wissenschaftliche Mitarbeiterin am Institut für Arbeitsmarkt- und Berufsforschung. Von 1999 bis 2005 war sie wissenschaftliche Assistentin an der Universität Rostock. Nach der Habilitation 2005 für das Fach Volkswirtschaftslehre in Rostock lehrte sie von 2005 bis 2007 als Associate Professor an der Universität Witten-Herdecke. Von 2007 bis 2012 war sie Mitglied der Universität Bayreuth. Seit 2007 hat sie die Professur für Volkswirtschaftslehre, insbes. Finanzwissenschaft an der Andrássy Universität Budapest inne. 2009 erhielt sie die Ernennung zur Universitätsprofessorin. Seit 2012 ist sie Mitglied der Otto-Friedrich-Universität Bamberg.

## Schriften (Auswahl)
- Technischer Wandel und Rechtsevolution. Ein Beitrag zur ökonomischen Theorie der Rechtsentwicklung am Beispiel des deutschen Unfallschadensrechts im 19. Jahrhundert. Tübingen 2001, ISBN 3-16-147640-9.
- Insurance intermediation. An economic analysis of the information services market. With 27 tables. Heidelberg 2007, ISBN 3-7908-1939-5.
- als Herausgeberin mit Zoltán Tibor Pállinger: Schuldenregeln als goldener Weg zur Haushaltskonsolidierung in der EU?. Baden-Baden 2013, ISBN 3-8487-0072-7.
- als Herausgeberin mit Christian Schubel: Wettbewerb der Gesellschaftsrechtsordnungen in Ost-Mitteleuropa?. Baden-Baden 2016, ISBN 3-8487-1624-0.